# إفرايم بيتمان
إفرايم بيتمان هو سياسي أمريكي، ولد في 9 يوليو 1780 في سيدارفيل في الولايات المتحدة، وتوفي بنفس المكان في 28 يناير 1829. نشط حزبياً في الحزب الوطني الجمهوري ‏.

## مناصب
- انتخب عضو مجلس الشيوخ الأمريكي [الإنجليزية]‏ عن دائرة New Jersey Class 1 senate seat ‏ خلال فترته النيابية [الإنجليزية]‏ (4 مارس 1827 – 12 يناير 1829).
- انتخب عضو مجلس الشيوخ الأمريكي [الإنجليزية]‏ عن دائرة New Jersey Class 1 senate seat ‏ خلال فترته النيابية [الإنجليزية]‏ (10 نوفمبر 1826 – 4 مارس 1827).
- انتخب عضو جمعية نيوجيرسي العامة  [لغات أخرى]‏.
- انتخب عضو مجلس النواب الأمريكي [الإنجليزية]‏.
- انتخب عضو مجلس الشيوخ الأمريكي [الإنجليزية]‏.